# 82 G. Eridani
82 G. Eridani is een ster in het sterrenbeeld Eridanus met een spectraalklasse van G6.V.

## Planetenstelsel
Op 17 Augustus, 2011 verklaarden Europese astronomen drie planeten rond 82 G. Eridani te hebben gevonden. het betreft waarschijnlijk superaardes.